# Hofsá (Vestari-Jökulsá)
Hofsá (wymowa: [ˈhɔfsˌauː]) – rzeka we północnej Islandii, prawy dopływ Vestari-Jökulsá. Powstaje z połączenia kilku potoków, z których największy to Runukvísl. Płynie w kierunku północnym głęboką doliną aż do połączenia z rzeką Vestari-Jökulsá.
Rzeka w całości położona jest w obrębie gminy Skagafjörður.